# Brian Ocampo
Pour l’article homonyme, voir Ocampo.
Brian Ocampo, né le 25 juin 1999 à Florida en Uruguay, est un footballeur international uruguayen qui évolue au poste d'ailier droit au Cádix CF.

## Biographie

### En club
Né à Florida en Uruguay, Brian Ocampo est formé par l'un des clubs de la capitale uruguayenne, le Club Nacional. Il débute en professionnel le 19 juillet 2018, lors d'un match de Copa Sudamericana face au Club Sol de América. Il entre en cours de partie à la place de Tabaré Viudez, et les deux équipes se neutralisent (0-0).
Ocampo inscrit son premier but en professionnel le 2 mars 2019, lors d'une rencontre de championnat face au Racing Club de Montevideo. Entré en jeu à la place de Sebastián Fernández ce jour-là, Ocampo permet à son équipe d'égaliser avec son but, et d'obtenir le point du match nul (1-1 score final).
Le 28 août 2022, Brian Ocampo rejoint l'Espagne pour s'engager en faveur du Cadix CF. Il signe un contrat courant jusqu'en juin 2026.

### En équipe nationale
Le 1er juin 2021, Brian Ocampo est convoqué pour la première fois avec l'équipe nationale d'Uruguay par le sélectionneur Óscar Tabárez, en remplacement de Giorgian De Arrascaeta afin d'intégrer le groupe retenu pour participer à la Copa América 2021. Il honore sa première sélection avec l'Uruguay lors du premier match de la compétition, le 19 juin 2021 face à l'Argentine. Il entre en jeu à la place de Nicolás De La Cruz lors de cette rencontre perdue par son équipe (1-0 score final),.

### En sélection nationale
| Saison                | Sélection             | Phases finales        | Phases finales | Phases finales | Phases finales | Éliminatoires CDM | Éliminatoires CDM | Éliminatoires CDM | Matchs amicaux | Matchs amicaux | Matchs amicaux | Total | Total | Total |
| Saison                | Sélection             | Compétition           | M              | B              | Pd             | M                 | B                 | Pd                | M              | B              | Pd             | M     | B     | Pd    |
| --------------------- | --------------------- | --------------------- | -------------- | -------------- | -------------- | ----------------- | ----------------- | ----------------- | -------------- | -------------- | -------------- | ----- | ----- | ----- |
| 2020-2021             | Uruguay               | Copa América 2021     | 1              | 0              | 0              | 0                 | 0                 | 0                 | -              | -              | -              | 1     | 0     | 0     |
| 2022-2023             | Uruguay               | Coupe du monde 2022   | -              | -              | -              | -                 | -                 | -                 | 0              | 0              | 0              | 0     | 0     | 0     |
| 2023-2024             | Uruguay               | Copa América 2024     | 0              | 0              | 0              | -                 | -                 | -                 | -              | -              | -              | 0     | 0     | 0     |
| Total sur la carrière | Total sur la carrière | Total sur la carrière | 1              | 0              | 0              | 0                 | 0                 | 0                 | 0              | 0              | 0              | 1     | 0     | 0     |